# Normerel OPlite
Normerel OPlite (OPlite) је био професионални рачунар фирме Normerel који је почео да се производи у Француској од 1983. године.
Користио је Intel 8088 као микропроцесор. RAM меморија рачунара је имала капацитет од 256 KB. 
Као оперативни систем кориштен је MS-DOS.

## Детаљни подаци
Детаљнији подаци о рачунару OPlite су дати у табели испод.
|                       |                                                                  |
| [ 1 ]                 |                                                                  |
| Произвођач            |                                                                  |
| Тип                   | професионални рачунар                                            |
| Меморија              | 256 KB                                                           |
| Поријекло             | Француска                                                        |
| Година                | 1983                                                             |
| Тастатура             | стандард 83-тастера, PC-тип са 10 функцијских тастера и нумпадом |
| Процесор              |                                                                  |
| Фреквенција процесора | 4,77                                                             |
| RAM                   | 256 KB                                                           |
| ROM                   | 10 (8 BIOS, 2 генератор знакова)                                 |
| Текст                 | 40 или 80 стубова x 25 линија                                    |
| Графика               | CGA - 640 x 200 тачака                                           |
| Боја                  | 16                                                               |
| Звук                  | мали звучник                                                     |
| Димензије             | 52 (ширина) x 38 (дубина) x 26 (висина)                          |
| Портови               |                                                                  |
| Оперативни систем     |                                                                  |